# Andreas Durban
Andreas Durban (* 1964)  ist ein deutscher Schauspieler, Regisseur und Dozent.

## Leben
Seine Ausbildung zum Schauspieler begann Andreas Durban 1984 an der Schule des Theaters "Der Keller" in Köln. Er schloss sie 1987 mit der Staatlichen Bühnenreifeprüfung ab. Unmittelbar im Anschluss daran erhielt er sein erstes festes Engagement und war von 1987 bis 1990 Mitglied des Ensembles der Landesbühne Niedersachsen Nord in Wilhelmshaven. Von 1990 bis 1993 spielte er am Stadttheater Heidelberg, von 1993 bis 2002 am Schauspielhaus Bonn und von 2002 bis 2007 am Staatstheater Wiesbaden. Zudem war er in Film- und Fernsehproduktionen zu sehen. Auch hat er an  diversen Hörspielproduktionen als Sprecher mitgewirkt: seit 1990 beim Süddeutschen Rundfunk und seit 1998 beim  Westdeutschen Rundfunk. Seit 1998 ist Andreas Durban Dozent für  Szenischen Grundunterricht und  Ariendarstellung  an der Hochschule für Musik und Tanz Köln.
Andreas Durban führt Regie, schreibt Libretti für Opern und führt Seminare & Coachings für Rhetorik, Sprechtechnik und Vortragskunst durch.
Im Jahre 2008 gründete er die Kölner Literaturoper.
Andreas Durban lebt in Bad Münstereifel.

## Theater (Auswahl)
- 1987: Frühlings Erwachen. Regie: Georg Immelmann[4]
- 1988: Leonce und Lena. Regie: Georg Immelmann[4]
- 1990: Nordsee-Revue. Regie: Ulrich Greiff[7]
- 1991: Die Ratten. Regie: Wolfgang Hofmann[4]
- 1992: Elektra. Regie: Friederike Vielstich[4]
- 1993: Yvonne die Burgundprinzessin. Regie: Ulrich Becker[4]
- 1993: Dirty Dishes. Regie: Stefan Bachmann[4]
- 1994: Du sollst mir Enkel schenken. Regie: Stefan Bachmann[4]
- 1995: Der jüngste Tag. Regie:  Hans-Dieter Jendreyko[4]
- 1995: Der Kirschgarten. Regie: Valentin Jecker[4]
- 1996: Der große Knall. Regie: David Mouchtar-Samorai[4]
- 1996: Die Wildente.  Regie: Harald Clemen[4]
- 1997: Dona Rosita. Regie: David Mouchtar-Samorai[4]
- 1997: Kabale und Liebe. Regie: András Fricsay[4]
- 1998: Platonow. Regie: Harald Clemen[4]
- 1999: Nach Damaskus. Regie: David Mouchtar-Samorai[4]
- 2000: Auf der Suche nach der verlorenen Zeit. Regie: Krysztof Warlikowski[4]
- 2001: Trilogie der schönen Ferienzeit. Regie: David Mouchtar-Samorai[4]
- 2002: Der Handlungsreisende. Regie: David Mouchtar-Samorai[4]
- 2003: Der einsame Weg. Regie: David Mouchtar-Samorai[4]
- 2004: Gespenster. Regie: Valentin Jeker[4]
- 2005: König Arthur. Regie: David Mouchtar-Samorai[4]
- 2006: Der Geizige. Regie: Andreas von Studnitz[4]

## Filmographie (Auswahl)
- 2004:  Mein Leben und ich
- 2005: Die Familienanwältin
- 2006 Lindenstraße
- 2012: Alles was zählt

## Regie
- 1987: Szenischer Liederabend Höllenlust. Schauspiel Bonn[8]
- 1998: Musikalische Revue Blondinen. Schauspiel Bonn[8]
- 1999: La Serva Padrona. Schauspiel Bonn[8]
- 2000: Cosi Fan Tutte.  Hochschule für Musik und Tanz Köln[8]
- 2002: Szenischer Arienabend Nightlife and Dailyfun. Hochschule für Musik und Tanz Köln[8]
- 2006: Die geliebte Stimme. Hochschule für Musik und Tanz Köln[8]
- 2009: Flughunde.  Hochschule für Musik und Tanz Köln[9]
- 2010: Frankenstein.  Hochschule für Musik und Tanz Köln[10]
- 2011: Das Bildnis des Dorian Gray.  Hochschule für Musik und Tanz Köln[11]
- 2012: Die Verwirrungen des Zöglings Törleß. Hochschule für Musik und Tanz Köln[12]
- 2013: Forschungen eines Hundes.  Hochschule für Musik und Tanz Köln[13]
- 2013: Dracula, ein szenischer Liederabend.  Hochschule für Musik und Tanz Köln[14]
- 2013: Amerika. Hochschule für Musik und Tanz Köln[15]
- 2015: LÁrgent.  Hochschule für Musik und Tanz Köln[16]
- 2016: Die Sehnsüchte der Frau Garlan. Hochschule für Musik und Tanz Köln[17]
- 2018: Die Marquise von O / Über das Marionettentheater. Hochschule für Musik und Tanz Köln[18]
- 2019: Der Golem.  Hochschule für Musik und Tanz Köln[19]
- 2020/21: Der Automat. Hochschule für Musik und Tanz Köln[20]